# Loggetta du cardinal Bibbiena
La Loggetta du cardinal Bibbiena est une salle située au troisième étage du Palais apostolique, dans la Cité du Vatican à Rome. Avec la Loggia de Raphaël, elle fait partie du complexe des Loges de Raphaël. 

## Histoire
Dans une lettre de Marcantonio Michiel, envoyée de Rome le 4 mai 1519 à un correspondant vénitien, les œuvres de Raphaël au Vatican sont mentionnées, citant les Quatre Chambres du pontife (les Chambres de Raphaël), une « très longue loggia » (la Loggia di Raphael) et deux autres loggias avec travaux en cours « qui seront de belles choses ». L'une de ces galeries mineures doit être la Loggetta du cardinal Bibbiena. 
Le décor masqué par de la chaux et a été redécouvert en 1906. Les restaurations de 1943-1946 ont rétabli les parties manquantes avec des teintes plus claires et donc facilement reconnaissables par la technique originale du tratteggio. 
L'invention du décor est attribuée à Raphaël, tandis que la rédaction picturale est attribuée à Jules Romain, Giovan Francesco Penni, Perin del Vaga, Giovanni da Udine et des assistants mineurs.

## Description et style

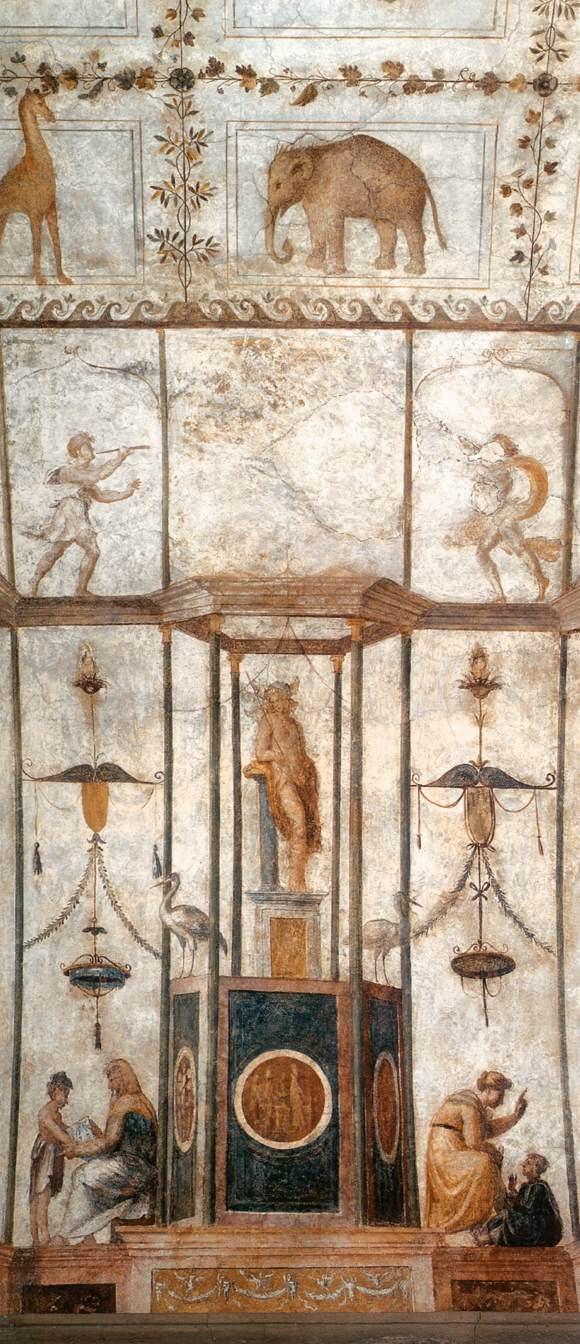
Décoration à grotesque.

La loggia est une petite pièce rectangulaire (15,74 × 3,12 mètres, 4,64 mètres de haut au sommet de la voûte), surplombant la Cortile del Maresciallo et bordant la troisième loggia (fresque de Giovanni da Udine après 1550 et donnant sur la Cortile di San Damaso) et avec la Stufetta du cardinal Bibbiena, également décorée de grotesques de l'école de Raphaël, vers 1516. Ce sont ici en effet les appartements du cardinal Bernardo Dovizi da Bibbiena. 
La loggia est composée de trois arcs principaux et de quatre arcs mineurs sur le côté long, alternés et ouverts sur la cour. Sur le mur opposé, se trouvent des compartiments arqués devant les principales ouvertures, avec des épisodes grotesques et mythologiques (dans les lunettes) sur fond noir : Apollon suppliant l'Olympe, Apollon et Marsyas et une troisième histoire perdue, qui représentait peut-être le Supplice de Marsyas. 
Devant les plus petites ouvertures, entre de fausses colonnes qui simulent la tenue d'un plafond à caissons, se trouvent quatre niches avec les Saisons : l'une d'elles est perdue à cause du percement d'une porte. Au-dessus, parmi les colonnes, se trouvent d'autres figures isolées ou groupées. 
Les murs mineurs montrent deux lunettes à arc bas, une avec des Danseurs et une avec la Forge de Vulcain. Le reste des murs et la voûte sont décorés de motifs architecturaux et végétaux qui contiennent des reproductions d'animaux ou de statues célèbres. 
Enfin, la base montre des scènes d'épisodes mythologiques ou historiques entrecoupées d'ornements géométriques.

Vues
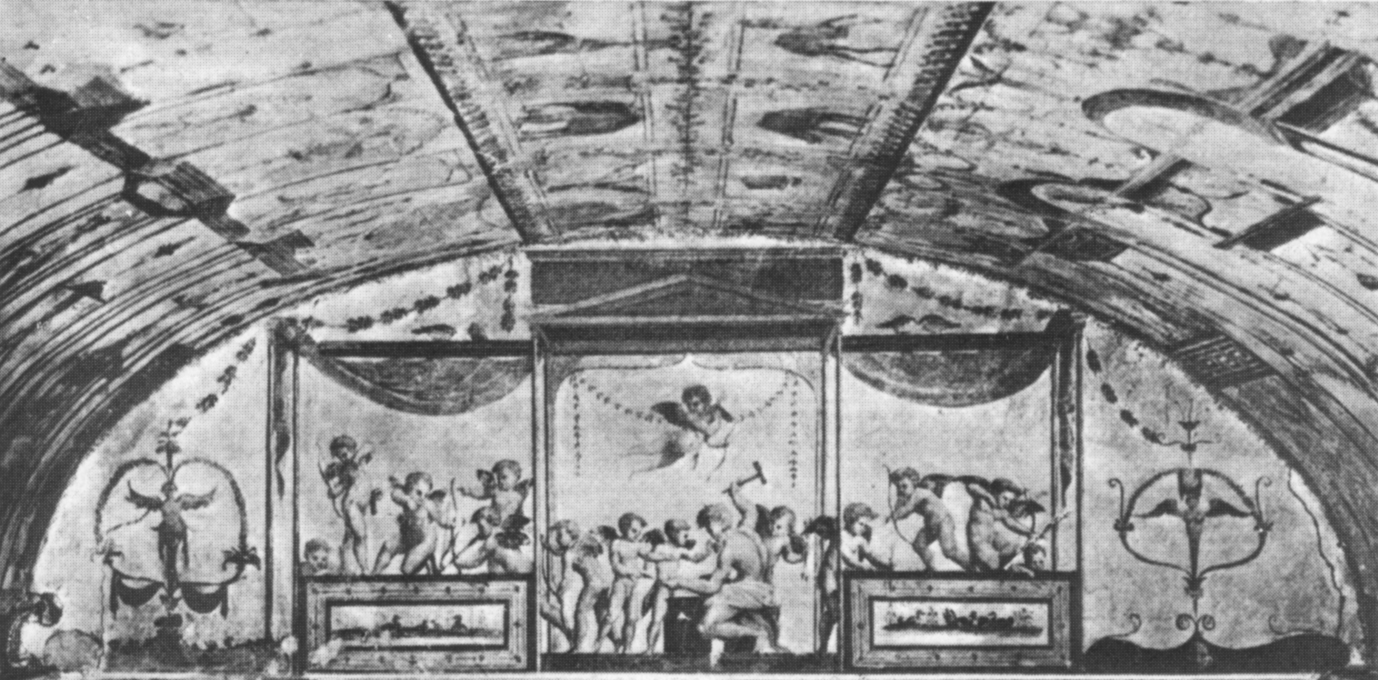
Lunette avec la Forge de Vulcain.
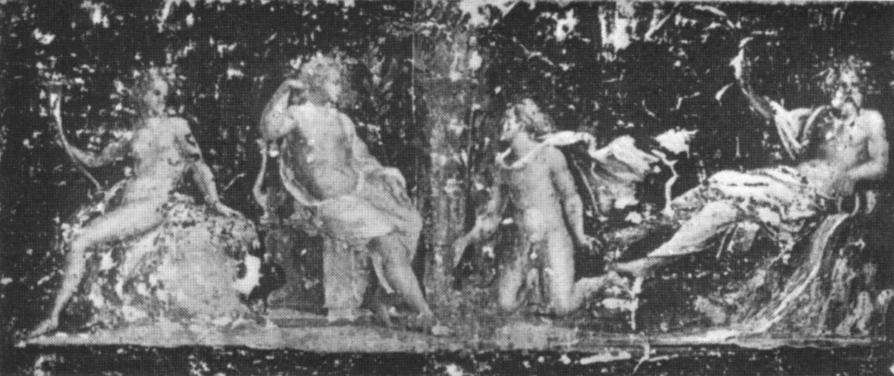
Apollon suppliant l'Olympe.
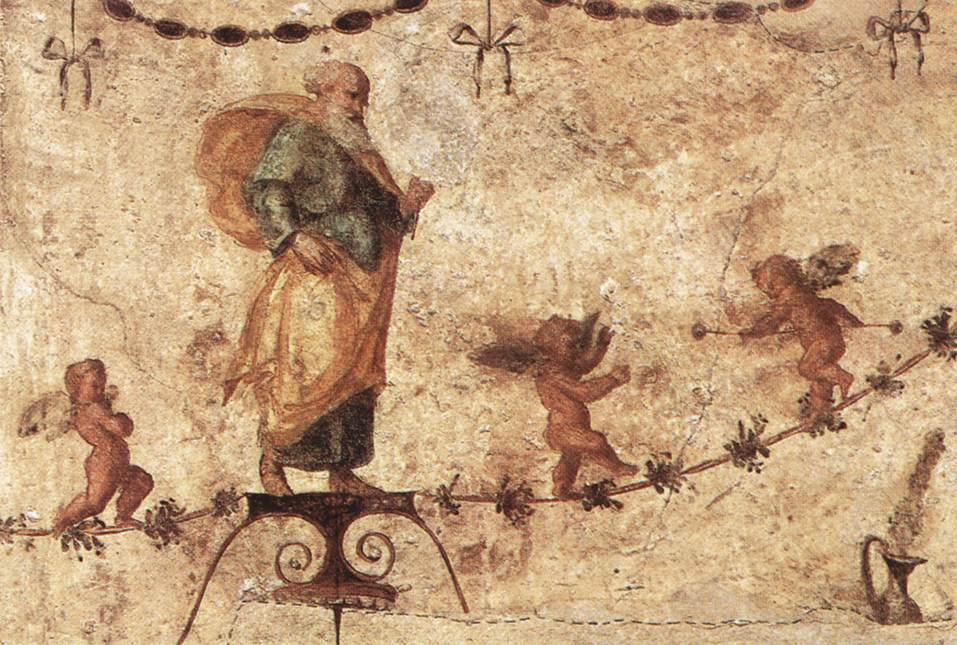
Grotesques.
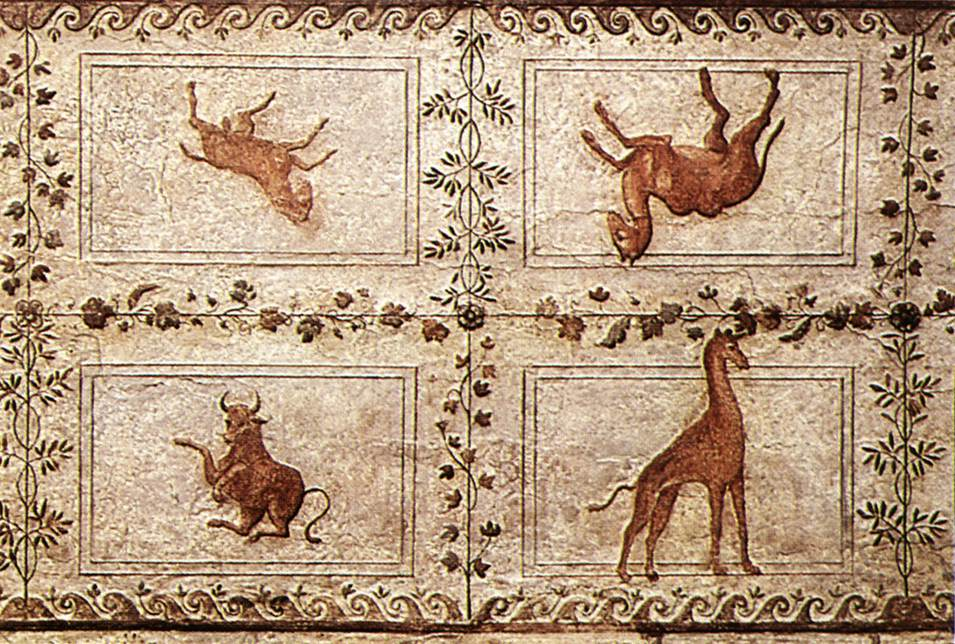
Décoration de la voûte avec des animaux.
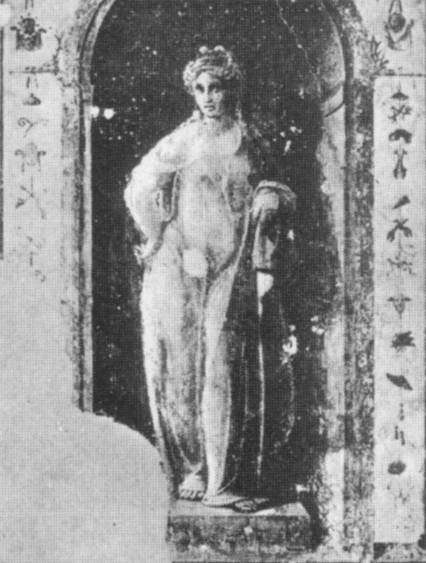
Une des Saisons.